# Liste der Baudenkmäler in Fischenich
Die Liste der Baudenkmäler in Fischenich enthält die denkmalgeschützten Bauwerke auf dem Gebiet von Hürth-Fischenich in Nordrhein-Westfalen (Stand: März 2018). Diese Baudenkmäler sind in der Denkmalliste der Stadt Hürth eingetragen; Grundlage für die Aufnahme ist das Denkmalschutzgesetz Nordrhein-Westfalen (DSchG NRW).

## Baudenkmäler
Die Liste der Baudenkmäler enthält Sakralbauten, Wohn- und Fachwerkhäuser, historische Gutshöfe und Adelsbauten, Industrieanlagen, Wegekreuze und andere Kleindenkmäler sowie Grabmale und Grabstätten, die eine besondere Bedeutung für die Geschichte Hürths haben.
Hinweis: Die Reihenfolge der Denkmäler in dieser Liste entspricht der offiziellen Liste und ist nach laufender Nummer, Name (Bezeichnung), Stadtteil und Adresse (Straße) sortierbar.
| Bild                                         | Bezeichnung                                  | Lage                                 | Beschreibung | Bauzeit                                   | Eingetragen seit | Denkmal- nummer |
| -------------------------------------------- | -------------------------------------------- | ------------------------------------ | --- | ----------------------------------------- | ---------------- | --------------- |
| weitere Bilder                               | Alte Burganlage Fischenich                   | Jakobstraße / Augustinerstraße Karte | Grundmauern mit Gussblöcken aus der vorbeiführenden römischen Eifelwasserleitung erbaut, im Truchsessischen Krieg 1584 zerstört und seitdem Ruine                                                           | Vermutl. 12. Jh.                          |                  | 1               |
| weitere Bilder                               | Karthäuserhof                                | Gennerstraße 41 Karte                | | 18. Jh.                                   |                  | 10              |
| weitere Bilder                               | Fronhof                                      | Gennerstraße 27b Karte               | | 1770                                      |                  | 19              |
| weitere Bilder                               | Wegekreuz „Burgkreuz“                        | Gennerstraße / An der Fuhr Karte     | In der Franzosenzeit wiedererrichtet | 1806                                      |                  | 28              |
| weitere Bilder                               | Kriegerdenkmal                               | Gennerstraße / Parkstraße            | |                                           |                  | 37              |
| weitere Bilder                               | Wegekreuz                                    | Vochemer Straße / Schmittenstraße    | |                                           |                  | 38              |
| Backsteingebäude                             | Backsteingebäude                             | Gennerstraße 44 Karte                | |                                           |                  | 42              |
| Gastwirtschaft Hülsenbusch                   | Gastwirtschaft Hülsenbusch                   | Gennerstraße 99 Karte                | | 1856                                      |                  | 45              |
| weitere Bilder                               | Weilerhof                                    | Weilerstraße 130 Karte               | Vierkanthof | 1911                                      |                  | 48              |
| weitere Bilder                               | Villa Bischof                                | Weilerstraße 115 Karte               | Neugotisches Herrenhaus aus Feldbrandziegeln | 1896                                      |                  | 49              |
| Fachwerkhaus                                 | Fachwerkhaus                                 | An St. Martin 6 Karte                | |                                           |                  | 51              |
| Wegekreuz                                    | Wegekreuz                                    | Auf der Landau / Kuhgasse            | |                                           |                  | 52              |
| Wegekreuz                                    | Wegekreuz                                    | Bonnstraße / Marktweg                | |                                           |                  | 53              |
| Grabkreuz, Trachyt 18. Jahrhundert           | Grabkreuz, Trachyt 18. Jahrhundert           | Bonnstraße 35, nördl. Marktweg       | |                                           |                  | 54              |
| weitere Bilder                               | Kath. Pfarrkirche St. Martin                 | An St. Martin Karte                  | Vom späteren Dombaumeister Franz Schmitz im neugotischen Stil erbaut, älteste Glocke von 1430, Orgelgehäuse aus Kloster Benden                                                                              | Turm 1728, Kirche 1890, 1973/75 erweitert |                  | 70              |
| weitere Bilder                               | Wohnhaus                                     | Gennerstraße 42, Jakobstraße 5 Karte | | 1857                                      |                  | 77              |
| Pfarrhaus                                    | Pfarrhaus                                    | An St. Martin 7 Karte                | |                                           |                  | 80              |
| Wohnhaus                                     | Wohnhaus                                     | Gennerstraße 11 Karte                | | 1925                                      |                  | 95              |
| Gemüsebauschule                              | Gemüsebauschule                              | Marktweg 60 Karte                    | Vom Landkreis Köln errichtet nach Entwürfen vom Hürther Amtsbaumeister Albert Lüttgenau, ab 1958 eine Zeit lang als Forschungsinstitut der Biologischen Bundesanstalt für Land- und Forstwirtschaft genutzt | 1926/1927                                 |                  | 100             |
| Grabmal Eicheler, 5                          | Grabmal Eicheler, 5                          | Friedhof Fischenich, Am Kirchberg    | |                                           |                  | 140             |
| Grabmal Zopes, 7                             | Grabmal Zopes, 7                             | Am Kirchberg                         | |                                           |                  | 141             |
| Grabmal Hochkirchen, 8                       | Grabmal Hochkirchen, 8                       | Am Kirchberg                         | |                                           |                  | 142             |
| Grabmal Schüller, 9                          | Grabmal Schüller, 9                          | Am Kirchberg                         | |                                           |                  | 143             |
| Ehrenmal der russischen Kriegsgefangenen, 12 | Ehrenmal der russischen Kriegsgefangenen, 12 | Am Kirchberg                         | |                                           |                  | 144             |

## Belege
1. 1 2  Denkmalliste auf der Website der Stadt Hürth (PDF)